# Пречишћавање отпадних вода из пољопривреде
Пречишћавање отпадних вода из пољопривреде је програм управљања пољопривредним газдинствима ради контроле загађења из површинског отицања које може бити загађено хемикалијама из ђубрива, пестицидима, животињским отпадом, остацима усева или водом за наводњавање.

## Нетачкасти извори загађења
Загађење са нетачкастих извора са фарми изазвано је површинским отицањем са поља током кишних олуја. Пољопривредно отицање је главни извор загађења, у неким случајевима једини извор, у многим сливовима.

### Отицање седимента
Испрано земљиште са поља је највећи извор загађења из пољопривреде у САД. Вишак седимента узрокује повећање замућености водних тела, што може спречавати раст водених биљака, зачепити шкрге риба и угушити ларве животиња.
Пољопривредници могу да користе контролу ерозије како би смањили протоке отицања и задржали тло на својим пољима. Уобичајене технике укључују:
- оивичавање заораних површина [2]
- малчирање (загртање) усева [3]
- плодоред
- садњу вишегодишњих усева
- инсталирање приобалних пуфера.[4] ‍:pp. 4–95–4–96

### Отицање хранљивих састојака
Азот и фосфор су кључни загађивачи који се налазе у одводу, а на пољопривредне површине се примењују на више начина: у облику комерцијалног ђубрива, стајског ђубрива или комуналних или индустријских отпадних вода (ефлуента) или муља. Ове хемикалије могу такође да доспеју у одвод из остатака усева, воде за наводњавање, дивљих животиња и атмосферских падавина. ‍:p. 2–9
Пољопривредници могу развити и применити планове управљања храњивим материјама како би ублажили утицај на квалитет воде помоћу:
- мапирања и евиденције поља, врста усева, врста тла, водних тела
- развијања реалних пројекција приноса усева
- спровођења испитивања тла и хранљивих материја из стајњака и/или примењеног муља
- идентификовања других значајних извора хранљивих материја (нпр. воде за наводњавање)
- процене значајних карактеристика поља као што су високо ерозивна тла, подземна дренажа и плитки водоносни слојеви
- примене ђубрива, стајњака и/или муља засноване на реалним циљевима приноса и коришћењем поступака прецизне пољопривреде. [4] ‍:pp. 4–37–4–38

### Пестициди
Пестициди се широко користе у пољопривреди за сузбијање биљних штеточина и повећање производње, али хемијски пестициди такође могу изазвати проблеме са квалитетом воде. Пестициди се могу појавити у површинским водама због:
- директне примене (нпр. прскање из ваздуха или распршивање над водним телима)
- отицања током кишних олуја
- ваздушног наношења (из суседних поља).[4] ‍:p.2–22

Неки пестициди су такође откривени у подземним водама.  ‍:p.2–24
Пољопривредници могу да користе поступке Интегрисаног управљања штеточинама (IPM) (који могу укључивати биолошку контролу штеточина) за одржавање контроле над штеточинама, смањење ослањања на хемијске пестициде и заштиту квалитета вода.  
Постоји неколико сигурних начина одлагања вишка пестицида осим складиштења на уређеним депонијама или спаљивањем. У неким деловима света прскање по земљи је дозвољена метода одлагања.   

## Тачкасти извори загађења
Фарме са великим сточним и перадарским погонима, као што су фарме за производњу, могу бити главни тачкасти извор загађења отпадним водама. У Сједињеним Државама су ови погони подложни све строжим владиним прописима.

### Животињски отпад
Састојци животињских отпадних вода обично садрже: 
- Снажан органски садржај - много јачи од људске канализације
- Високу концентрацију чврстих материја
- Висок садржај нитрата и фосфора
- Антибиотике
- Синтетичке хормоне
- Често високе концентрације паразита и њихових јаја
- Споре Cryptosporidium (протозоe) отпорне на процесе обраде питке воде
- Споре Giardia
- Људске патогене бактерије као што су Brucella и Salmonella

Животињски отпад од говеда може се произвести у облику чврстог или полу-чврстог стајског ђубрива или у облику течног муља. Производња ђубрива посебно је честа код домаћих млечних крава.
Пречишћавање
Иако гомиле чврстог стајског ђубрива на отвореном могу изазвати загађење отпадних вода из отицања, ову врсту отпада обично је релативно лако третирати изградњом одлагалишта и/или прекривањем хрпе.
Животињски течни муљ захтева посебно руковање и обично се третира задржавањем у лагунама пре одлагања распршивањем или изливањем на травњаке. Изграђенa мочварнa подручја се понекад користе да би се олакшао третман животињског отпада, као и анаеробне лагуне. Прекомерна примена, примена на расквашено земљиште или недовољна површина земљишта може резултирати директним отицањем у водотоке, што може изазвати озбиљно загађивање. Примена течног муља на водоносне слојеве покривене земљом може резултирати директном контаминацијом или, чешће, порастом нивоа азота у облику нитрита или нитрата.
Одлагање било које отпадне воде која садржи животињски отпад узводно од захвата воде за пиће може представљати озбиљне здравствене проблеме онима који пију воду због веома отпорних спора присутних код многих животиња, а које могу изазвати озбиљне болести људи. Овај ризик постоји чак и код врло малог цурења кроз плитку површинску дренажу или преко одвода кишних падавина.
Неки животињски отпадни муљеви третирају се мешањем са сламом и компостирају на високој температури да би се добило бактериолошки стерилно и растресито стајско ђубриво за побољшање тла.

### Свињски отпад
Свињски отпад је упоредив са осталим животињским отпадом и прерађује се као и уобичајени животињски отпад, осим што многи отпади од свиња садрже повишен ниво бакра који може бити токсичан у природном окружењу. Течна фракција отпада се често одваја и поново користи у свињарству како би се избегли изузетно скупи трошкови одлагања течности богате бакром. Аскаридни (паразитни) црви и њихова јаја су такође уобичајени у отпаду свиња и могу заразити људе ако третман отпадних вода није ефикасан.

### Силажна течност
Свежа или увела трава или други зелени усеви могу се прерадити у полу-ферментисани производ који се зове силажа и који се може складиштити и користити као зимска храна за говеда и овце. Производња силаже често укључује употребу киселина као што су сумпорна или мравља киселина. Процесом израде силаже често се ствара жуто-смеђа течност јаког мириса, која је веома богата једноставним шећерима, алкохолом, органским киселинама кратких ланаца и киселинама за силажу. Ова течност је једна од најзагађиванијих познатих органских материја. Запремина произведене силажне течности генерално је сразмерна садржају влаге у сировинском материјалу.
Пречишћавање
Силажна течност најбоље се третира обезбеђивањем да усеви добро увену пре израде силаже. Свака произведена силажна течност може се користити као део хране за свиње. Најефикаснији третман је задржавање у лагуни ђубрива и касније распршивање на земљиште након значајног разблаживања муљем. Само задржавање силажне течности може проузроковати структурне проблеме у бетонским јамама због киселе природе силажне течности.

### Отпад из млекаре (производње млека)
Иако је млеко важан прехрамбени производ, његово присуство у отпадним водама је веома загађујуће због његове органске снаге, која може довести до веома брзог смањења садржаја кисеоника воде у водопријемнику. Отпад из млекара такође садржи велике количине воде од прања, нешто животињског отпада, заједно са хемијским средствима за чишћење и дезинфекцију .
Пречишћавање
Отпади из млекара често се третирају заједно са канализацијом насеља у локалном постројењу за прераду отпадних вода. Ово осигурава да су средства за дезинфекцију и чишћење довољно разблажена и подложна третману. Увођење отпадних вода млекаре у лагуну фарме је могућа опција, мада се на тај начин врло брзо троши капацитет лагуне. Распршивање по земљишту је такође опција третирања. Види такође Пречишћавање индустријских отпадних вода.

### Отпад кланице
Отпадна вода из делатности клања слична је отпаду из млекара (види горе), иако је по свом органском саставу знатно јача и стога потенцијално много више загађује.
Пречишћавање
Као за млекаре (види горе).

### Вода од прања поврћа
Прање поврћа ствара велике количине воде загађене тлом и комадима поврћа. Ниске концентрације пестицида који се користе за третирање поврћа такође могу бити присутне заједно са умереним концентрацијама средстава за дезинфекцију, као што је хлор.
Пречишћавање
Вода од прања поврћа углавном се интензивно рециклира, а чврсте материје се уклањају таложењем и филтрацијом. Издвојена земља се може вратити на поља.

### Против-пожарна вода
Иако се не планирају, пожари су ипак чешћи на фармама него у многим другим индустријским просторијама. Складишта пестицида, хербицида, горива за пољопривредне машине и ђубрива могу изазвати појаве пожара и ове хемикалије могу бити присутне у смртоносним количинама по животну средину у против-пожарној води од гашења пожара на фармама.
Пречишћавање
Сви планови управљања заштитом животне средине на фармама требало би да омогуће задржавање знатних количина против-пожарне воде и њено касније обнављање и одлагање од стране специјалних компанија за одлагање. Концентрација и мешавина загађујућих супстанци у против-пожарној води чине их неприкладним за било који метод обраде доступан на фарми. Некада је чак и распршивање по земљи стварало озбиљне проблеме у вези укуса и мириса за низводно лоциране компаније за водоснабдевање.